# Isabelle Schmutz
Pour les articles homonymes, voir Schmutz (homonymie).
Isabelle Schmutz, née le 12 février 1971 à Lausanne, est une judokate suisse.

## Palmarès international en judo
| Championnats d’Europe   | Championnats d’Europe | Championnats d’Europe |
| Année                   | Médaille              | Catégorie             |
| ----------------------- | --------------------- | --------------------- |
| 1998                    | bronze                | –52 kg                |
| 2001                    | argent                | –52 kg                |
| Jeux de la Francophonie |                       |                       |
| Année                   | Médaille              | Catégorie             |
| 1994                    | bronze                | –52 kg                |